# 氷見市民プール・トレーニングセンター
氷見市民プール・トレーニングセンター（ひみしみんプール・トレーニングセンター）は、富山県氷見市大浦6番地1号に所在する体育施設（プールおよびトレーニング施設）である。

## 沿革
- 1990年12月2日 - プールがオープン[1]。
- 1995年8月2日 - トレーニングセンターが増築される[1]。

## 施設諸元
敷地面積12,960m2、建築面積3,045m2。
- 25mプール（25m×16.76m、水深1.3 - 1.55m、7コース）[2]
- 児童用プール（15m×8m、水深0.9m）[2]
- 幼児用プール（水面積64.6m2、水深0.6m）[2]
- トレーニング室（1階にトレーニングルーム、2階に軽運動室（スタジオ）および会議室[1]。